# Tyndallův jev

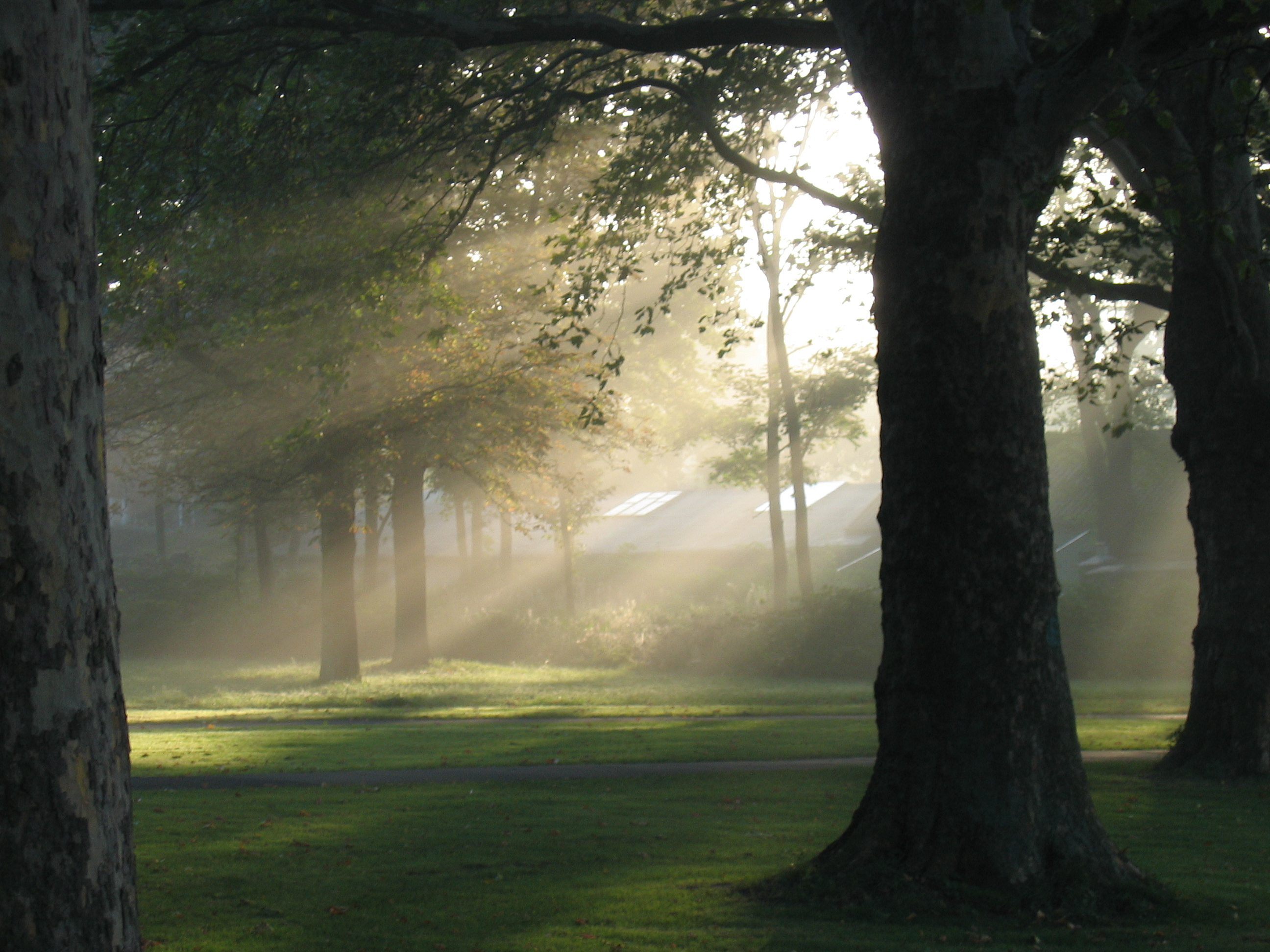
Sluneční paprsky procházejí mlhou v lese

Tyndallův jev (případně též Tyndallův rozptyl) nastává při průchodu paprsku světla koloidním prostředím, kdy na jeho částicích dochází k rozptylu světla, při němž je paprsek zviditelněn v podobě světelného kužele. Děje se tak proto, že koloidní částice mají velikost 1 nm až 1 μm, což přibližně odpovídá vlnové délce viditelného světla (390–760 nm), zatímco částice stejnorodé směsi jsou podstatně menší (<1 nm) a procházející světlo se rozptyluje odlišně. Podobným jevem nastávajícím v plynných stejnorodých směsích (např. ve vzduchu) je Rayleighův rozptyl. Prostředím, kde lze Tyndallův jev pozorovat, je například mlha, kouř, rozvířený prach, pěna, ale také roztok škrobu, některá mýdla, saponáty, kosmetické přípravky nebo stavební hmoty.
Jev nese jméno po irském fyzikovi Johnu Tyndallovi, který v roce 1859 objasnil jeho fyzikální povahu.
Fotografové tento jev využívají pro zachycení světelných paprsků například v mlze nebo v kouři.

## Galerie

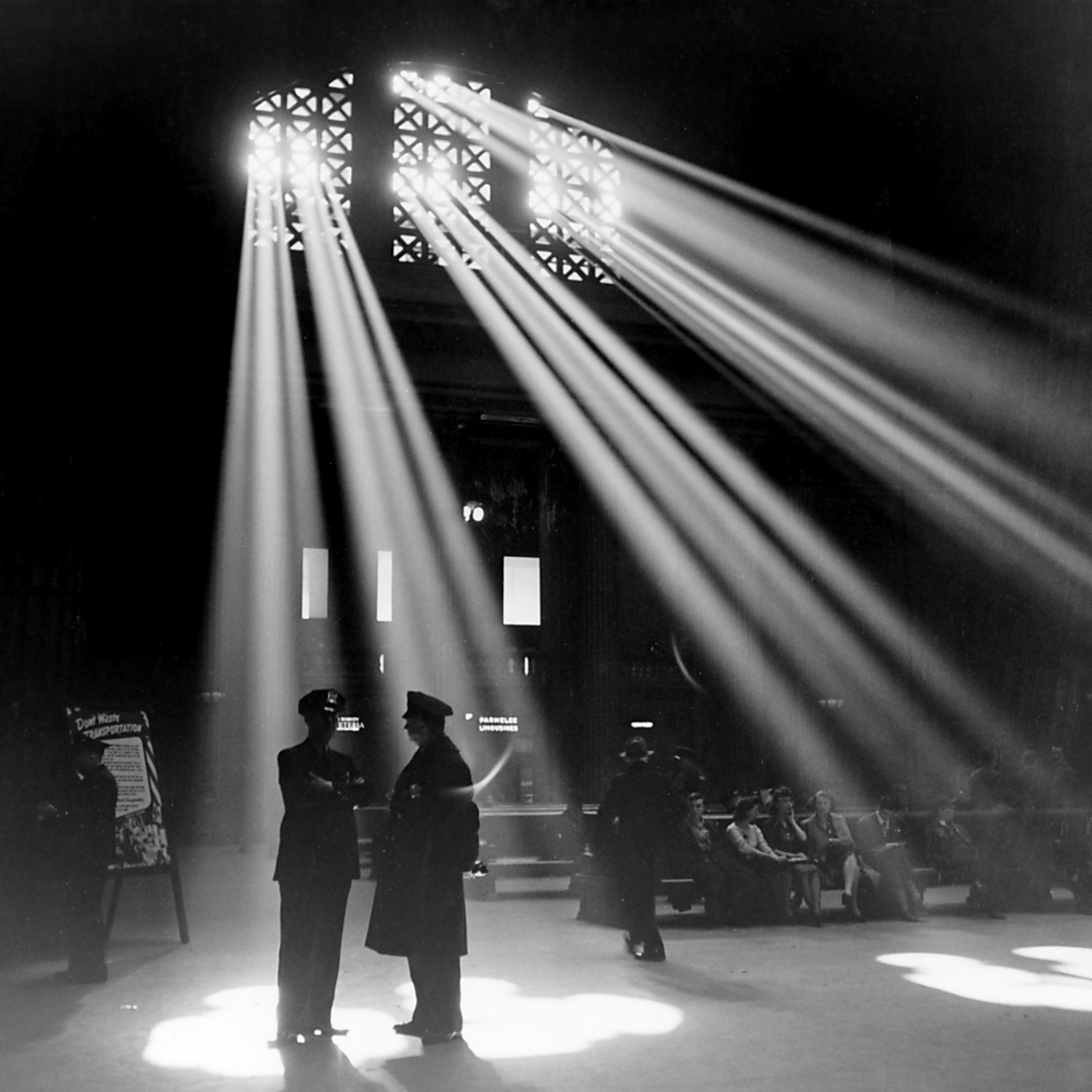
Jack Delano: V čekárně společnosti Chicago Union Station, Chicago, Illinois, 1943
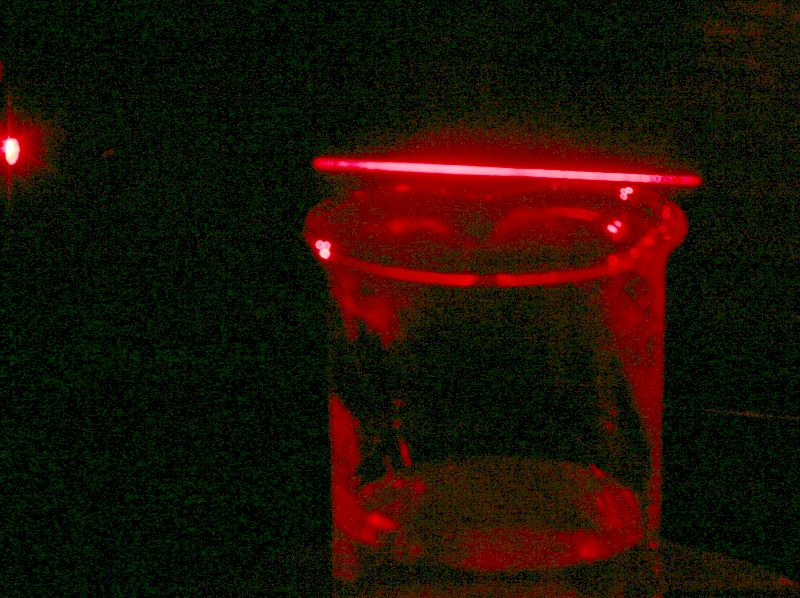
Laserový paprsek v aerosolu
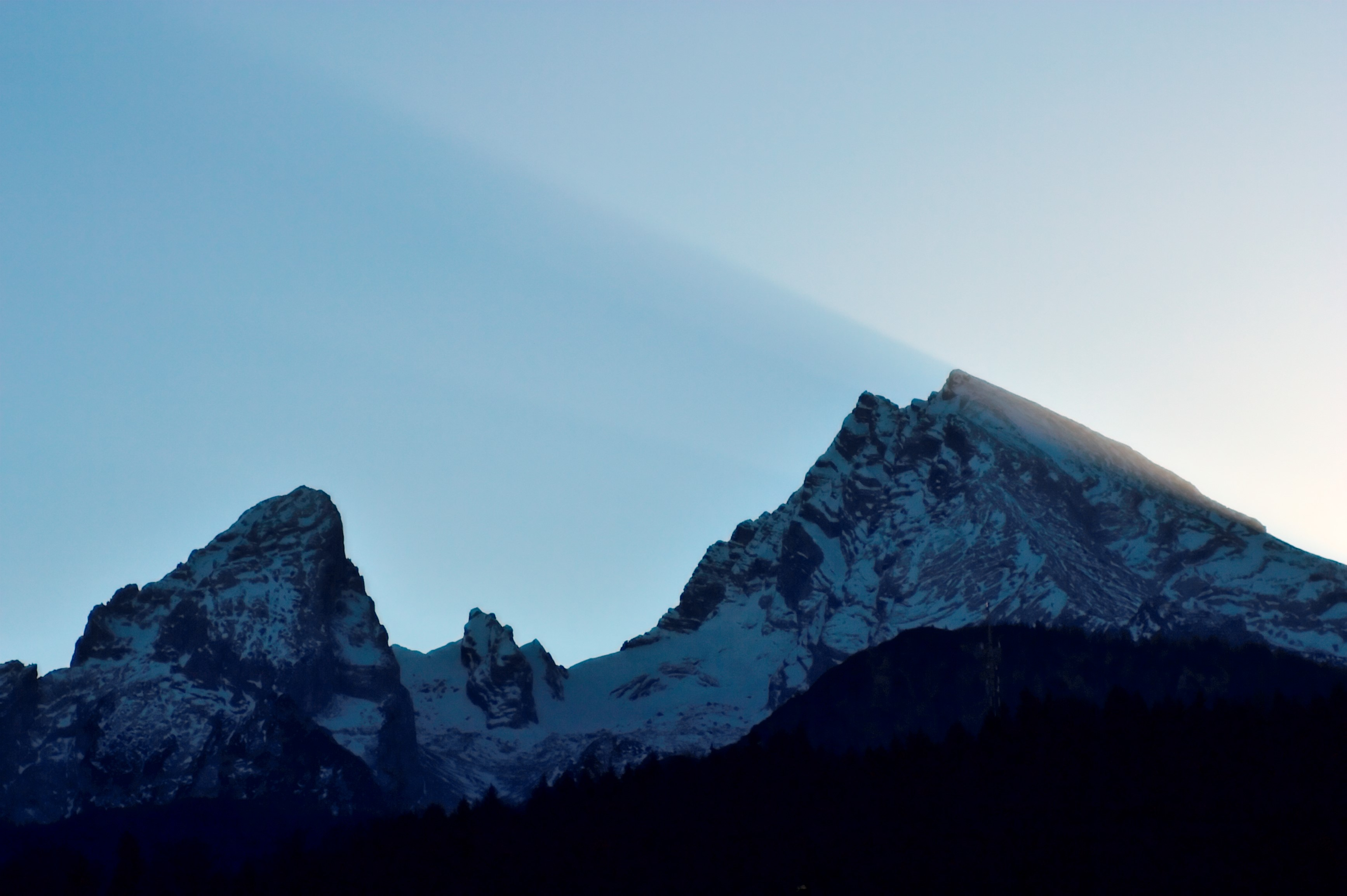
Efekt
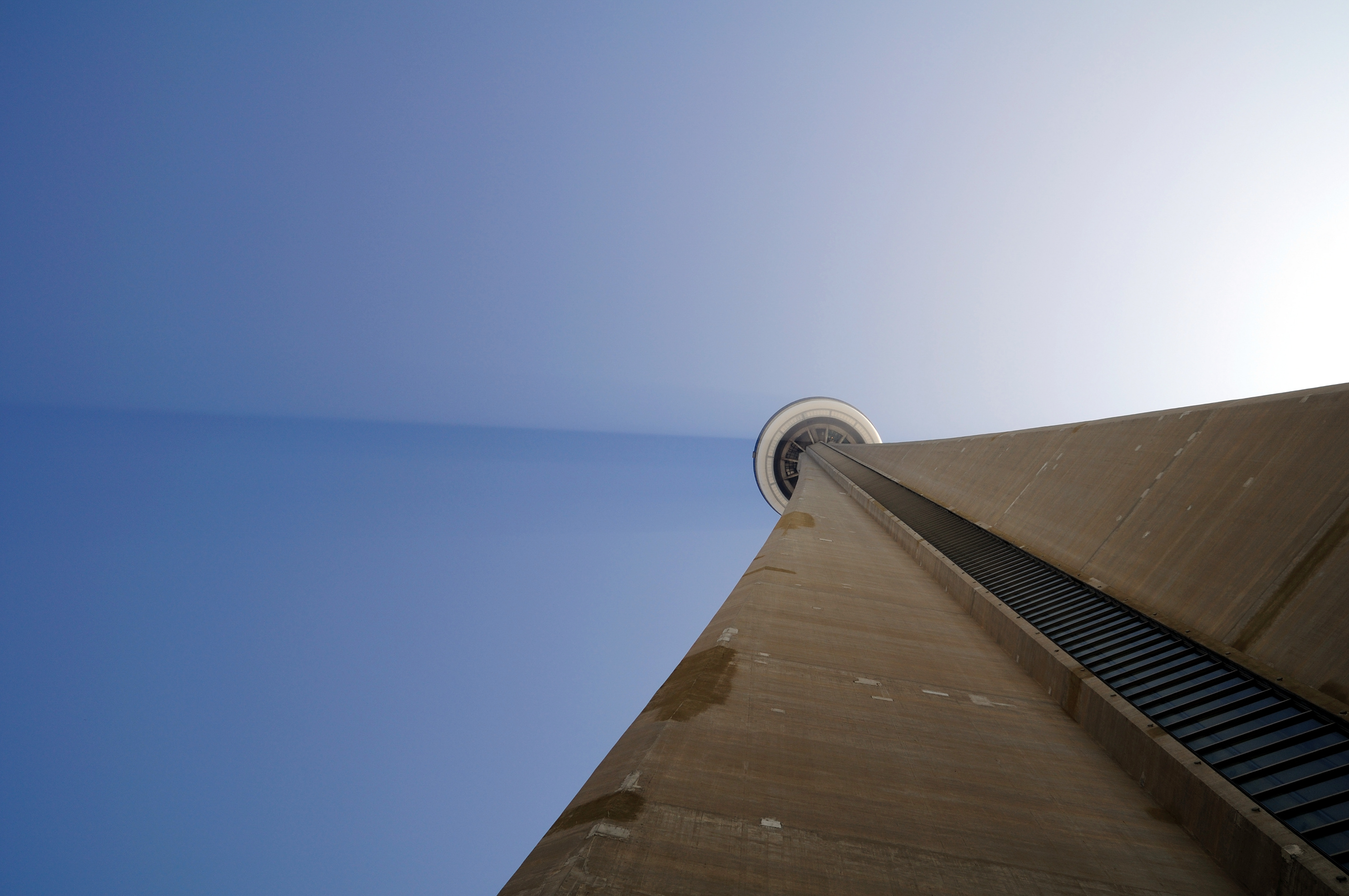
Věž CN, Toronto
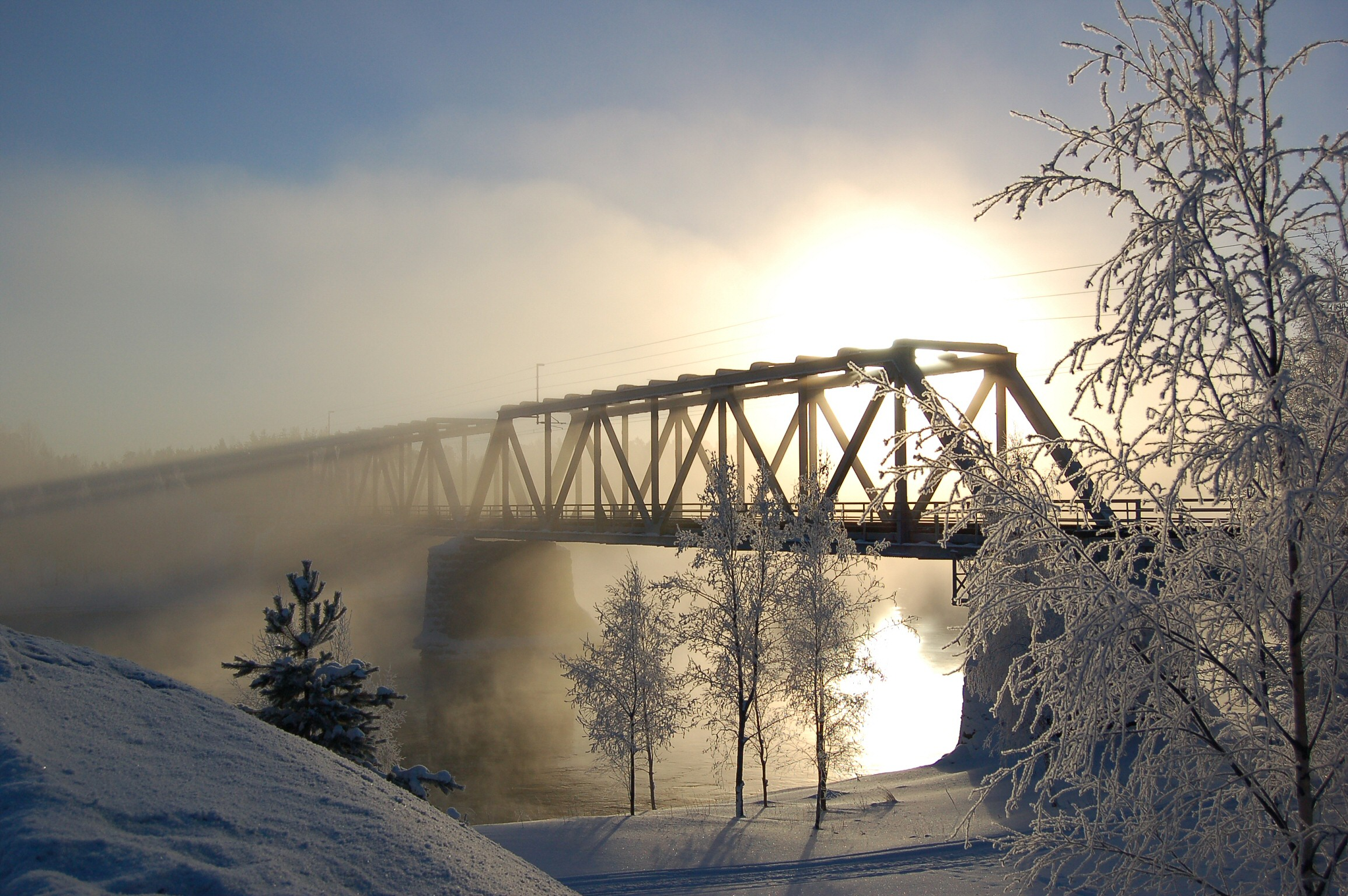
Silné protisvětlo (přímo proti vycházejícímu Slunci) dalo vyniknout zimní mlze
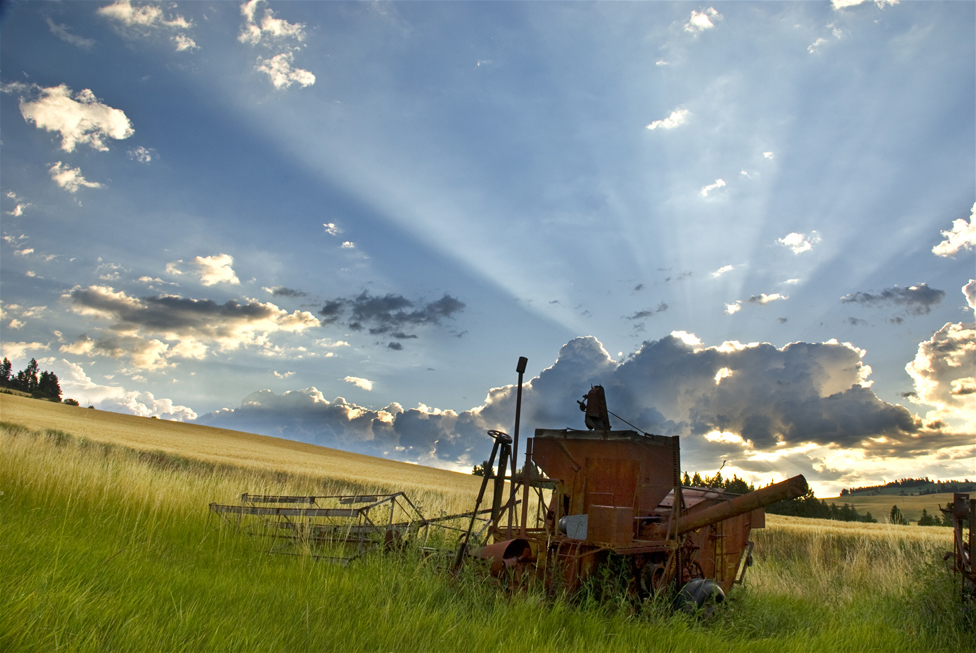
Efekty protisvětla v krajinářské fotografii